# Yohan Cabaye
Yohan Cabaye (sinh ngày 14 tháng 1 năm 1986 tại Tourcoing, Pháp) là một cựu cầu thủ bóng đá chuyên nghiệp người Pháp hiện đã giải nghệ.

## Vị trí và sở trường
Anh được câu lạc bộ Lille phát hiện và đào tạo từ năm 12 tuổi, Cabaye có phong cách thi đấu sáng tạo, khả năng cầm nhịp trận đấu cực tốt. Anh đã được các tuyển trạch viên của AS Roma đánh giá là có thể thay thế tốt cho vai trò mà Alberto Aquilani để lại sau khi tiền vệ này chuyển tới Liverpool hồi mùa giải 2009-2010.
Yohan Cabaye cao 1m74 và là một ngôi sao sáng giá ở tuyến giữa của đội bóng Lille. Trong lượt đi của giải hạng nhất Pháp năm 2010, Cabaye đã 17/19 lần ra sân trong đội hình một và đóng góp 1 bàn thắng cùng 5 pha kiến tạo cho các đồng đội.
Vị trí mà cầu thủ này thường xuyên đảm nhận tại Lille là tiền vệ trung tâm, tuy nhiên anh cũng có thể chơi tốt ở cả hai cánh. Ngoài ra, Yohan Cabaye còn rất mạnh trong khả năng phòng ngự từ xa. Ngày 20 tháng 2 năm 2021, Yohan Cabaye chính thức giã từ sự nghiệp thi đấu quốc tế sau 28 năm thi đấu chuyên nghiệp.

## Thống kê bàn

### Câu lạc bộ
| Câu lạc bộ          | Mùa giải            | Giải đấu            | Giải đấu | Giải đấu | Cúp quốc gia | Cúp quốc gia | Cúp liên đoàn | Cúp liên đoàn | Châu Âu | Châu Âu | Tổng cộng | Tổng cộng |
| Câu lạc bộ          | Mùa giải            | Hạng đấu            | Trận     | Bàn      | Trận         | Bàn          | Trận          | Bàn           | Trận    | Bàn     | Trận      | Bàn       |
| ------------------- | ------------------- | ------------------- | -------- | -------- | ------------ | ------------ | ------------- | ------------- | ------- | ------- | --------- | --------- |
| Lille               | 2004–05             | Ligue 1             | 6        | 0        | 0            | 0            | 2             | 0             | 3       | 0       | 14        | 0         |
| Lille               | 2005–06             | Ligue 1             | 27       | 1        | 0            | 0            | 2             | 0             | 2       | 0       | 37        | 1         |
| Lille               | 2006–07             | Ligue 1             | 22       | 3        | 0            | 0            | 1             | 0             | 8       | 0       | 33        | 4         |
| Lille               | 2007–08             | Ligue 1             | 36       | 7        | 2            | 0            | 1             | 0             | —       | —       | 40        | 7         |
| Lille               | 2008–09             | Ligue 1             | 32       | 5        | 3            | 1            | 0             | 0             | —       | —       | 35        | 6         |
| Lille               | 2009–10             | Ligue 1             | 32       | 13       | 0            | 0            | 2             | 0             | 12      | 2       | 46        | 15        |
| Lille               | 2010–11             | Ligue 1             | 36       | 2        | 5            | 0            | 1             | 2             | 8       | 1       | 48        | 4         |
| Lille               | Tổng cộng           | Tổng cộng           | 191      | 31       | 10           | 1            | 9             | 2             | 33      | 3       | 243       | 37        |
| Newcastle United    | 2011–12             | Premier League      | 34       | 4        | 2            | 0            | 2             | 1             | —       | —       | 38        | 5         |
| Newcastle United    | 2012–13             | Premier League      | 26       | 6        | 0            | 0            | 0             | 0             | 9       | 0       | 35        | 6         |
| Newcastle United    | 2013–14             | Premier League      | 19       | 7        | 0            | 0            | 1             | 0             | —       | —       | 20        | 7         |
| Newcastle United    | Tổng cộng           | Tổng cộng           | 79       | 17       | 2            | 0            | 3             | 1             | 9       | 0       | 93        | 18        |
| Paris Saint-Germain | 2013–14             | Ligue 1             | 15       | 0        | 0            | 0            | 2             | 0             | 4       | 1       | 21        | 1         |
| Paris Saint-Germain | 2014–15             | Ligue 1             | 24       | 1        | 4            | 1            | 3             | 0             | 5       | 0       | 36        | 2         |
| Paris Saint-Germain | Tổng cộng           | Tổng cộng           | 39       | 1        | 4            | 1            | 5             | 0             | 9       | 1       | 57        | 3         |
| Crystal Palace      | 2015–16             | Premier League      | 33       | 5        | 6            | 1            | 1             | 0             | —       | —       | 40        | 6         |
| Crystal Palace      | 2016–17             | Premier League      | 32       | 4        | 1            | 0            | 2             | 0             | —       | —       | 35        | 4         |
| Crystal Palace      | 2017–18             | Premier League      | 31       | 0        | 1            | 0            | 2             | 0             | —       | —       | 34        | 0         |
| Crystal Palace      | Tổng cộng           | Tổng cộng           | 96       | 9        | 8            | 1            | 5             | 0             | —       | —       | 109       | 10        |
| Al Nasr             | 2018–19             | UAE Pro League      | 13       | 1        | 1            | 0            | 6             | 1             | —       | —       | 20        | 2         |
| Saint-Étienne       | 2019–20             | Ligue 1             | 15       | 0        | 4            | 0            | 1             | 1             | 1       | 0       | 21        | 1         |
| Tổng cộng sự nghiệp | Tổng cộng sự nghiệp | Tổng cộng sự nghiệp | 433      | 59       | 36           | 4            | 29            | 5             | 55      | 4       | 553       | 72        |

1. ↑  Pháp – Coupe de France, Anh – FA Cup
2. ↑  Pháp – Coupe de la Ligue, Anh – League Cup
3. ↑  Ra sân tại UEFA Cup.
4. 1 2 3  Ra sân tại UEFA Champions League.
5. 1 2 3  Ra sân tại UEFA Europa League.

### Đội tuyển quốc gia
| Đội tuyển quốc gia | Năm       | Trận | Bàn |
| ------------------ | --------- | ---- | --- |
| Pháp               | 2010      | 1    | 0   |
| Pháp               | 2011      | 8    | 0   |
| Pháp               | 2012      | 10   | 1   |
| Pháp               | 2013      | 7    | 1   |
| Pháp               | 2014      | 12   | 1   |
| Pháp               | 2015      | 6    | 1   |
| Pháp               | 2016      | 4    | 0   |
| Tổng cộng          | Tổng cộng | 48   | 4   |

### Bàn thắng quốc tế
Tính đến 11 tháng 10 năm 2015
| # | Ngày                 | Địa điểm                                         | Đối thủ | Bàn thắng | Kết quả | Giải đấu  |
| - | -------------------- | ------------------------------------------------ | ------- | --------- | ------- | --------- |
| 1 | 15 tháng 6 năm 2012  | Donbass Arena, Donetsk, Ukraina                  | Ukraina | 2–0       | 2–0     | Euro 2012 |
| 2 | 11 tháng 10 năm 2013 | Sân vận động Công viên các Hoàng tử, Paris, Pháp | Úc      | 4–0       | 6–0     | Giao hữu  |
| 3 | 8 tháng 6 năm 2014   | Sân vận động Pierre-Mauroy, Lille, Pháp          | Jamaica | 1–0       | 8–0     | Giao hữu  |
| 4 | 8 tháng 10 năm 2015  | Allianz Riviera, Nice, Pháp                      | Armenia | 2–0       | 4–0     | Giao hữu  |

## Danh hiệu

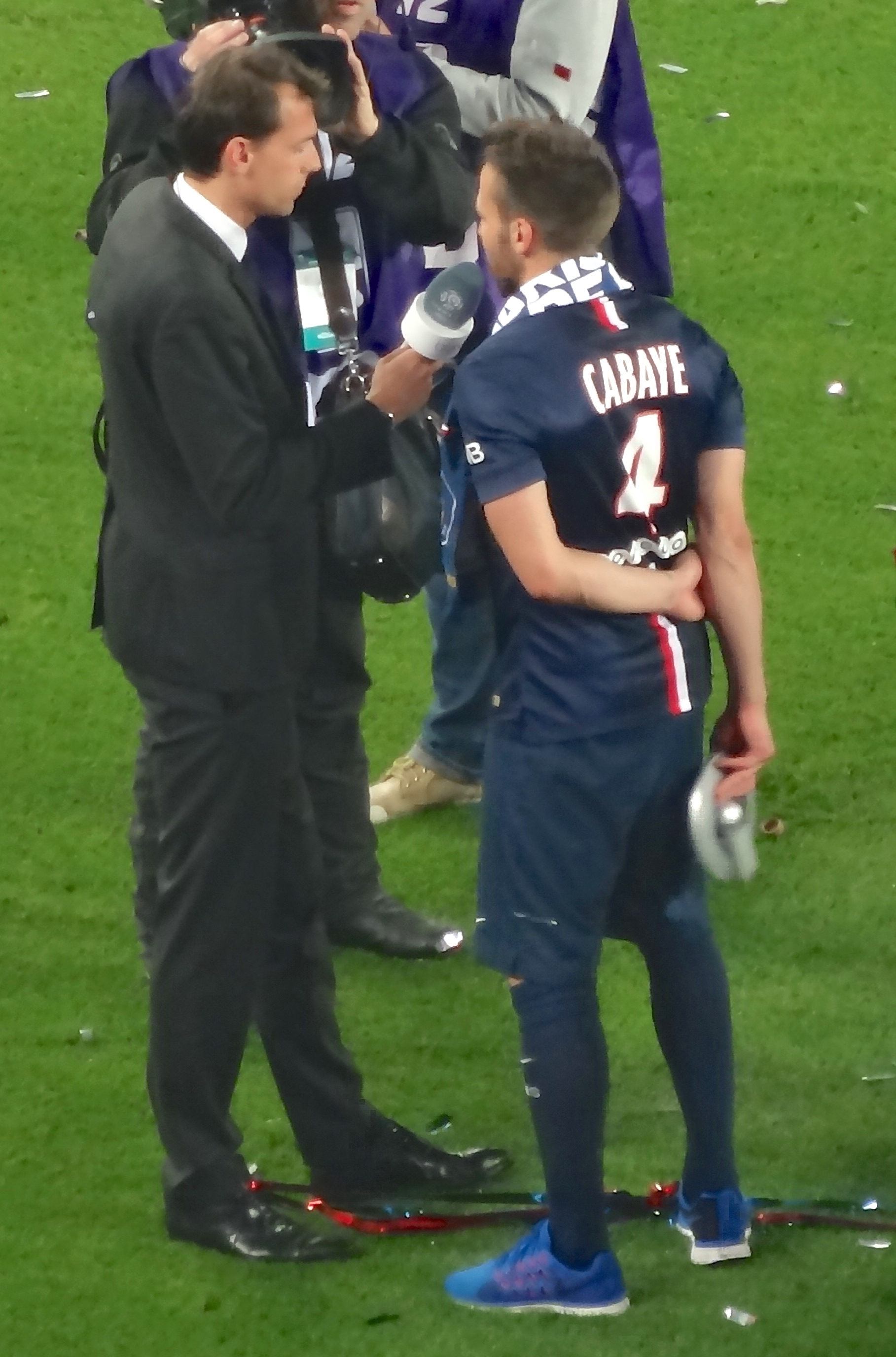
Cabaye trong buổi phỏng vấn trước chiến thắng của PSG tại Chung kết Cúp quốc gia Pháp 2015

### Câu lạc bộ
Lille
- Ligue 1: 2010–11
- Coupe de France: 2010–11

Paris Saint-Germain
- Ligue 1: 2013–14, 2014–15
- Coupe de France: 2014–15
- Coupe de la Ligue: 2013–14, 2014–15

### Đội tuyển quốc gia
U-19 Pháp
- UEFA European Under-19 Championship: 2005

Pháp
- UEFA European Championship á quân: 2016

Cá nhân
- North-East FWA Player of the Year: 2013[4]

## Sự quan tâm của các câu lạc bộ lớn
Theo nhà cầm quân người Scotland, huấn luyện viên Alex Ferguson nhìn Cabaye thi đấu ông bắt gặp lại hình ảnh của Roy Keane hay tài hoa hơn là Eric Cantona - cả hai đều là những huyền thoại của sân Old Trafford. Trong một buổi trả lời phỏng vấn, huấn luyện viên Alex Ferguson của MU khẳng định: "Yohan Cabaye đang chơi rất xuất sắc trong màu áo Lille. Chúng tôi đang muốn bổ sung những gương mặt trẻ cho MU. Cabaye là cầu thủ mà bất kỳ câu lạc bộ nào cũng muốn có".
Bên cạnh đó còn Arsenal, AS Roma hay Tottenham Hotspur. Trong đó "các pháo thủ thành Luân Đôn dường như là đích đến ưa thích của Cabaye. Trong một phát biểu trên đài phát thanh tiếng Pháp RMC, Yohan Cabaye khẳng định: "Arsenal chính là đội bóng tôi thích. Lối chơi của họ làm tôi thích thú. Thêm vào đó họ có rất nhiều cầu thủ và cả HLV người Pháp. Với tôi tại Anh tôi thực sự thích chơi cho Arsenal"
Mặc dù vậy, vào tháng 6 năm 2011, Cabaye đã chuyển đến Newcastle trong hợp đồng chuyển nhượng trị giá 4,5 triệu bảng
Cabaye đã trải qua hai năm rưỡi cùng Newcastle trước khi đến PSG vào tháng Giêng 2014.
Trên đất Pháp, Yohan Cabaye thi đấu không mấy nổi bật. Trong màu áo PSG, anh chỉ được ra sân 29 lần, ghi được 2 bàn thắng và 1 đường kiến tạo thành bàn.
Ngày 10/7/2015, Yohan Cabaye trở lại giải đấu Ngoại hạng Anh trong màu áo của Crystal Palace để tái ngộ người thầy cũ tại Newcastle -  Alan Pardew với mức phí kỷ lục câu lạc bộ là 15,4 triệu đôla.